# Rhizolitha
Rhizolitha là một chi bướm đêm thuộc họ Noctuidae.